# Вдзидзе (гміна Косьцежина)
Вдзидзе (пол. Wdzydze) — село в Польщі, у гміні Косьцежина Косьцерського повіту Поморського воєводства.
Населення — 225 осіб (2011).
У 1975-1998 роках село належало до Гданського воєводства.

## Демографія
Демографічна структура станом на 31 березня 2011 року:
|          | Загалом | Допрацездатний вік | Працездатний вік | Постпрацездатний вік |
| -------- | ------- | ------------------ | ---------------- | -------------------- |
| Чоловіки | 122     | 22                 | 84               | 16                   |
| Жінки    | 103     | 16                 | 66               | 21                   |
| Разом    | 225     | 38                 | 150              | 37                   |